# 장미 성운
장미 성운(薔薇星雲)은 외뿔소자리에 있는 H II 영역이다. 마치 장미처럼 붉게 보이는 모습이 특징적이다.
장미 성운 영역은 NGC 목록에 2237, 2238, 2239, 2244, 2246으로 등록되어 있다. 이 중 NGC 2244는 장미 성운의 중심에 있는 산개 성단으로 나이는 약 3백만년 정도이다. NGC 2239는 NGC 2244를 잘못 확인한 것으로 동일한 산개성단이기 때문에 잘 쓰이지 않는다. NGC 2237, 2238, 2246은 천구 상의 위치는 약간씩 다르게 지정되었지만 결국 하나의 성운을 나타내는데, 이는 관측 기술의 한계 때문에 발견 당시에는 이들이 하나의 천체임을 알지 못했기 때문이다. 성운 전체를 나타낼 때는 NGC 2237을 주로 사용한다.

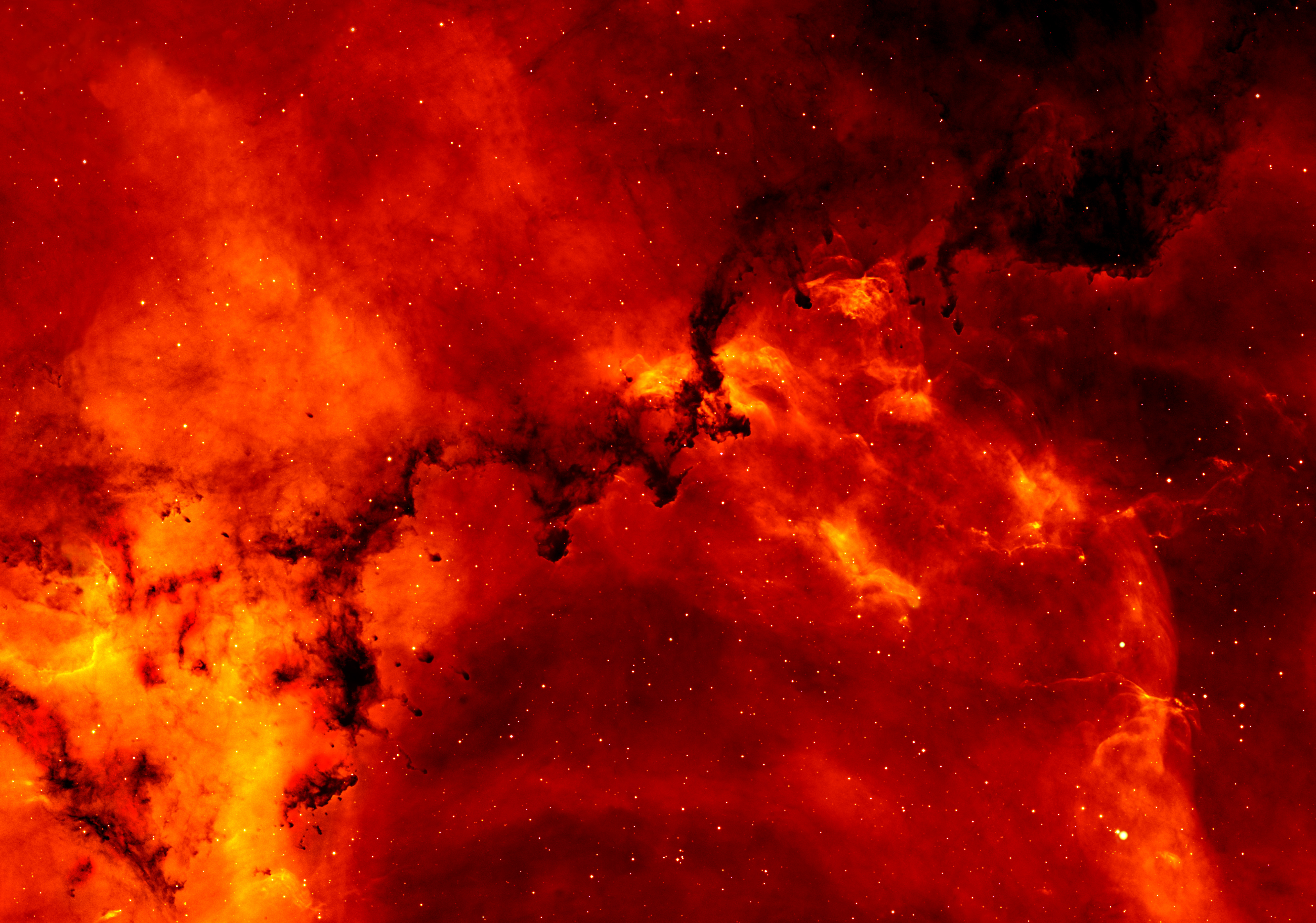
장미 성운

산개 성단 NGC 2252는 천구상에서 장미 성운의 북서쪽에 가깝게 위치해있지만, 같은 거리에 있는지는 분명치 않다. 반면에 NGC 2186은 천구상에서 약 5도 정도 떨어져 있지만 동일한 거리에 있는 것으로 보인다.